# Sŏn’gyo
Sŏn’gyo (kor. 선교구역, Sŏn’gyo-guyŏk) – jedna z 19 dzielnic stolicy Korei Północnej, Pjongjangu. Znajduje się we wschodniej części miasta, choć graniczy z centrum. W 2008 roku liczyła 148 209 mieszkańców. Składa się z 21 osiedli (kor. dong). Graniczy z dzielnicami Rangnang od południa, Tongdaewŏn od północy, Ryŏkp’o i Sadong od wschodu oraz z rzeką Taedong od zachodu (z centralną dzielnicą Chung po drugiej stronie rzeki dzielnicę Sŏn’gyo łączy most Taedong).

## Historia
W 1946 roku tereny dzielnicy zostały włączone do Pjongjangu jako część dzielnicy wschodniej (kor. 동구, Dong-gu, od grudnia 1952 동구역, Dong-guyŏk). Status samodzielnej dzielnicy Sŏn’gyo uzyskała we wrześniu 1959 roku.

## Podział administracyjny dzielnicy
W skład dzielnicy wchodzą następujące jednostki administracyjne:
| Nazwa jednostki administracyjnej | Rodzaj jednostki administracyjnej | Chosŏn’gŭl | Hancha   |
| -------------------------------- | --------------------------------- | ---------- | -------- |
| Namsin-1-dong                    | osiedle                           | 남신 1동   | 南新 1洞 |
| Namsin-2-dong                    | osiedle                           | 남신 2동   | 南新 2洞 |
| Changch'ung-1-dong               | osiedle                           | 장충 1동   | 長忠 1洞 |
| Changch'ung-2-dong               | osiedle                           | 장충 2동   | 長忠 2洞 |
| Ryulgok-1-dong                   | osiedle                           | 률곡 1동   | 栗谷 1洞 |
| Ryulgok-2-dong                   | osiedle                           | 률곡 2동   | 栗谷 2洞 |
| Daehŭng-dong                     | osiedle                           | 대흥동     | 大興洞   |
| Yŏngje-dong                      | osiedle                           | 영제동     | 永濟洞   |
| Dŭngme-1-dong                    | osiedle                           | 등메 1동   | 등메 1동 |
| Dŭngme-2-dong                    | osiedle                           | 등메 2동   | 등메 2동 |
| Dŭngme-3-dong                    | osiedle                           | 등메 3동   | 등메 3동 |
| Sŏn’gyo-1-dong                   | osiedle                           | 선교 1동   | 船橋 1洞 |
| Sŏn’gyo-2-dong                   | osiedle                           | 선교 2동   | 船橋 2洞 |
| Sŏn’gyo-3-dong                   | osiedle                           | 선교 3동   | 船橋 3洞 |
| Mujin-1-dong                     | osiedle                           | 무진 1동   | 武進 1洞 |
| Mujin-2-dong                     | osiedle                           | 무진 2동   | 武進 2洞 |
| Utme-dong                        | osiedle                           | 웃메동     | 웃메동   |
| Kang'an-1-dong                   | osiedle                           | 강안 1동   | 江岸 1洞 |
| Kang'an-2-dong                   | osiedle                           | 강안 2동   | 江岸 2洞 |
| San'ŏp-1-dong                    | osiedle                           | 산업 1동   | 産業 1洞 |
| San'ŏp-2-dong                    | osiedle                           | 산업 2동   | 産業 2洞 |

## Ważne miejsca na terenie dzielnicy
- Katedra Changchung – jedna z czterech chrześcijańskich świątyni w Pjongjangu (katolicka), utrzymywanych przez władze KRLD w celach propagandowych
- Uniwersytet Przemysłu Lekkiego im. Han Tŏk Su
- Wyższa Szkoła Pedagogiczna im. Kim Ch’ŏl Ju
- Dom Towarowy Pjongjang-Wschód